# Bothriomyrmex
Bothriomyrmex é um gênero de insetos, pertencente a família Formicidae.

## Espécies
- Bothriomyrmex adriacus
- Bothriomyrmex adriacus adriacus
- Bothriomyrmex adriacus anatolicus
- Bothriomyrmex atlantis
- Bothriomyrmex atlantis atlantis
- Bothriomyrmex atlantis inquilinus
- Bothriomyrmex atlantis perfidus
- Bothriomyrmex breviceps
- Bothriomyrmex communistus
- Bothriomyrmex corsicus
- Bothriomyrmex corsicus corsicus
- Bothriomyrmex corsicus liguricus
- Bothriomyrmex corsicus mohelensis
- Bothriomyrmex costae
- Bothriomyrmex crosi
- Bothriomyrmex cuculus
- Bothriomyrmex decapitans
- Bothriomyrmex emarginatus
- Bothriomyrmex flavus
- Bothriomyrmex gallicus
- Bothriomyrmex gibbus
- Bothriomyrmex hispanicus
- Bothriomyrmex jannonei
- Bothriomyrmex kusnezovi
- Bothriomyrmex laticeps
- Bothriomyrmex menozzii
- Bothriomyrmex meridionalis
- Bothriomyrmex meridionalis hungaricus
- Bothriomyrmex meridionalis marocanus
- Bothriomyrmex meridionalis meridionalis
- Bothriomyrmex modestus
- Bothriomyrmex myops
- Bothriomyrmex paradoxus
- Bothriomyrmex pubens
- Bothriomyrmex pubescence
- Bothriomyrmex pusillus
- Bothriomyrmex pusillus aequalis
- Bothriomyrmex pusillus pusillus
- Bothriomyrmex regicidus
- Bothriomyrmex rossi
- Bothriomyrmex salsurae
- Bothriomyrmex saundersi
- Bothriomyrmex scissor
- Bothriomyrmex syrius
- Bothriomyrmex turcomenicus
- Bothriomyrmex walshi
- Bothriomyrmex wilsoni
- Bothriomyrmex wroughtoni
- Bothriomyrmex wroughtonii
- Bothriomyrmex wroughtonii dalyi
- Bothriomyrmex wroughtonii formosensis
- Bothriomyrmex wroughtonii javanus
- Bothriomyrmex wroughtonii victoriae
- Bothriomyrmex wroughtonii wroughtonii